# 扎盧扎尼 (利沃夫區)
49°43′19″N 23°38′44″E / 49.72194°N 23.64556°E
扎盧扎尼（烏克蘭語：Залужани），是烏克蘭西部的村莊，隸屬利維夫州的利維夫區。該村始建於1726年，面積0.49平方公里，海拔高度272米，2016年人口51，人口密度每平方公里148.98人。